# The Accomplice
The Accomplice er en amerikansk stumfilm fra 1917 af Ralph Dean.

## Medvirkende
- Dorothy Bernard som Katherine Harcourt
- Jack Sherrill som Dick Harcourt
- W.J. Brady som Nicholas Harcourt
- Joseph Granby som Antonio
- Jean Stuart som Pepita